# Ray Lawrence
Ray Lawrence est un réalisateur australien né en 1948.

## Filmographie
- 1985 : Bliss
- 2001 : Lantana
- 2006 : Jindabyne, Australie